# Europäisches Zentrum für Presse- und Medienfreiheit
Das Europäische Zentrum für Presse- und Medienfreiheit (engl. European Centre for Press and Media Freedom, ECPMF) ist eine Non-Profit-Organisation, die sich für die Durchsetzung, Bewahrung und Verteidigung des Rechts auf Pressefreiheit und freie Meinungsäußerung in ganz Europa einsetzt. Zu den Hauptaktivitäten des ECPMF zählen die Erfassung von Verstößen gegen die Presse- und Medienfreiheit, die Öffentlichkeitsarbeit und praktische Hilfe für Journalisten, zum Beispiel mittels Rechtsbeistand und dem Journalists-in-Residence-Programm.

## Geschichte
Das ECPMF wurde im Juni 2015 von 20 Vertretern von Organisationen aus Journalismus, Verlagswesen und Medienrecht als gemeinnützige Europäische Genossenschaft (SCE) gegründet. Zu diesen zählen die Europäische Journalisten-Föderation, South East Europe Media Organisation (SEEMO), Index on Censorship (Index), Osservatorio Balcani e Caucaso Transeuropa (OBCT), Media Legal Defence Initiative, Association of Journalists of Macedonia, Ossigeno per l’informazione (Ossigeno), Independent Journalism Centre, sowie die Medienstiftung der Sparkasse Leipzig. Zweck des ECPMF ist es, der Europäischen Pressefreiheits-Charta Geltung zu verschaffen. Sitz des Zentrums ist Leipzig (Sachsen). Die Stadt wurde als passender Standort befunden, weil von ihr 1989 die friedliche Revolution ausging, die das repressive Regime der DDR zu Fall brachte.
Ideengeber des ECPMF war Hans-Ulrich Jörges, ehemaliges Mitglied der Chefredaktion des Stern. Neben Jörges waren an der Konzeption des ECPMF und der Europäischen Pressefreiheit-Charta Christoph Keese und Lutz Mükke beteiligt. Jörges fand mit der Medienstiftung der Sparkasse Leipzig einen Projektträger, der die Idee eines Pressefreiheitszentrums bis zu dessen Gründung 2015 entwickelte und finanzierte. Mükke war bis zur Gründung kommissarischer Direktor und federführender Projektleiter. Die Initiative wurde unterstützt durch ein parteiübergreifendes Bündnis im Europäischen Parlament, angeführt von Martin Schulz (SPD), Alexander Graf Lambsdorff (FDP) und Elmar Brok (CDU).

## Struktur und Finanzen
Die ECPMF-Genossenschaft besteht aus 39 Mitgliedern (Stand: Anfang 2019). Sie gehören zur Generalversammlung, die gleichzeitig das höchste Organ der Organisation darstellt. Gemäß der Satzung ist die Generalversammlung für die Wahl der Vorstandsmitglieder verantwortlich. Der Vorstand stellt den Geschäftsführer ein. Jedes Mitglied hat eine Stimme und muss mindestens einen der 100 € teuren Anteile an der Genossenschaft kaufen. Alle Mitglieder müssen sich an den Verhaltenskodex halten.
Das Zentrum startete als Pilotprojekt, zu 70 % finanziert von der Europäischen Kommission. Die Drittmittel und zusätzliche Förderung stellen die Medienstiftung der Sparkasse Leipzig, die Sächsischen Staatskanzlei, das Auswärtige Amt und die Stadt Leipzig.
Einige Projekte, wie beispielsweise das Journalists-in-Residence Programm, werden durch weitere Geber gefördert. Hierzu zählen das National Endowment for Democracy, das Auswärtige Amt, die Open Society Foundations und die Staatsministerin für Kultur und Medien.
Das Budget des ECPMF beläuft sich auf etwa 1 Million Euro pro Jahr. Da sich das Zentrum als Netzwerk und Knotenpunkt für die Verteidigung der Presse- und Medienfreiheit versteht, teilt es das Budget mit seinen Partnerorganisationen. 2018 zählten zu diesen IPI, SEEMO, OBCT, Ossigeno und Index.

## Beobachtung und Interessenvertretung
Zusammen mit seinen Partnerorganisationen erfasst das ECPMF ständig den Zustand der Presse- und Medienfreiheit in Europa und schlägt Alarm, wenn Verstöße festgestellt werden. IPI konzentriert sich auf die Visegrad-Staaten, Ossigeno auf Italien und OBCT und SEEMO auf Südosteuropa. Seit Februar 2019 betreibt das ECPMF die Plattform mappingmediafreedom.org, wo Berichte über Verstöße gegen die Medienfreiheit in Europa gesammelt werden. Zuvor war die Seite von Index betrieben worden.
Die Beobachtung von Verstößen gegen die Presse- und Medienfreiheit steuern die Aktivitäten im Bereich Öffentlichkeitsarbeit und Kommunikation:
- Kampagnen auf digitalen Plattformen, die europäische Staaten dazu aufrufen, Journalisten und die Medienfreiheit besser zu schützen. Hierzu zählen Kampagnen zu den Morden an Daphne Caruana Galizia[8][9] und Jan Kuciak[10], sowie Aufrufe zur Freilassung inhaftierter türkischer und anderer europäischer Journalisten.[11][12][13][14]
- Lobbyarbeit für die Verbesserung der rechtlichen Rahmenbedingungen für die europaweite Presse- und Medienfreiheit. Hierzu zählen die EU-Whistleblower-Richtlinie[15] und das Ziel, eine Anti-SLAPP-Gesetzgebung[16] zu entwickeln.

- Konferenzen zu Medienfreiheits-relevanten Themen. Die einmal jährlich stattfindende Newsocracy-Konferenz[17][18][19] konzentriert sich auf Eigentumsverhältnisse in den Medien. Andere Konferenzen hatten beispielsweise den Fokus auf Desinformation („Truth in a post truth era“, Leipzig 2017)[20], digitale Herausforderungen („Game Changer“, Leipzig 2018)[21] oder grenzübergreifenden Investigativjournalismus in Europa („UNCOVERED“, Berlin 2019)[22][23] statt.
- Fact-Finding Missions untersuchen den Zustand der Presse- und Medienfreiheit in einzelnen europäischen Staaten. Experten, Journalisten und andere Interessenvertreter werden vor Ort interviewt. Bisher sind Berichte über Bulgarien, Deutschland, die baltischen Staaten, Frankreich, Nordmazedonien, Kroatien und Italien öffentlich zugänglich.[24][25]
- Das Resource Centre, betrieben durch OBCT, ist eine Datenbank mit mehr als 1.400 Quellen, Artikeln, Dossiers und Webinaren, die sich mit Medienfreiheit und professionellem Journalismus befassen. Die Online-Datenbank wird finanziell durch das ECPMF unterstützt.[26]

## Die „Feindbild“-Berichte

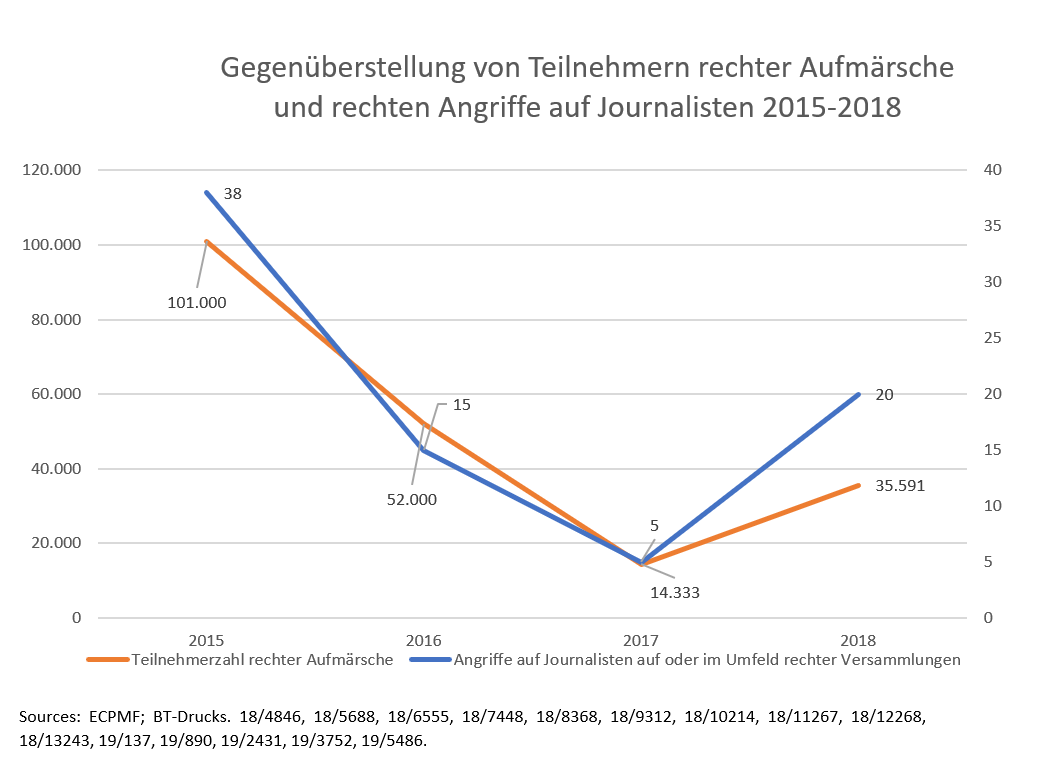
Gegenüberstellung von Teilnehmern rechter Aufmärsche und rechter Angriffe auf Journalisten

Seit 2015 erforscht das ECPMF politisch motivierte Angriffe auf Journalisten in Deutschland. Das Phänomen wurde mit der Zunahme rechter Demonstrationen und der Brandmarkung von Journalisten als „Lügenpresse“ virulent. Die Berichte untersuchen, wie dieses „Feindbild“ die Bereitschaft zu tätlicher Gewalt beeinflusst und dokumentiert Fälle von physischer Gewalt gegen Journalisten.

## Praktische Hilfe für Journalisten
Die Arbeitsbedingungen für Journalisten und professionellen Journalismus in Europa haben sich in den letzten Jahren verschlechtert. Um Journalisten bei ihrer Arbeit unter teils schwierigen Bedingungen zu helfen, bietet das ECPMF unterschiedliche Programme an:
1. Das Journalists-in-Residence Programm: Das ECPMF-Programm Journalists-in-Residence (JiR) folgt dem Ziel, Journalisten zu beherbergen und zu unterstützen, deren Sicherheit und Unversehrtheit aufgrund ihrer Arbeit beeinträchtigt wurde. Die Betroffenen erhalten bis zu sechs Monate lang eine Unterkunft in Leipzig, außerdem werden sie krankenversichert und bekommen eine monatliche Vergütung. Die Teilnehmer erhalten zudem die Möglichkeit, an Journalistikkursen teilzunehmen, außerdem besteht die Möglichkeit einer psychologischen Betreuung. Seit das JiR-Programm 2015 ins Leben gerufen wurde, hat das ECPMF Journalisten u. a. aus Aserbaidschan, Rumänien, Bulgarien, Slowenien, Malta, der Türkei und der Ukraine beherbergt.[27][28]
2. Legal Aid offeriert juristische Expertise und/oder finanzielle Hilfe für Journalisten und Aktivisten, die sich für die freie Meinungsäußerung einsetzen und gegen die unrechtmäßig juristisch vorgegangen wird. Bis Ende 2018 haben über 30 Journalisten das Programm in Anspruch genommen. Zu den unterstützten Angeklagten gehören der britische Whistleblower Christopher Wylie, die Familie von Daphne Caruana Galizia, sowie Oliver Schröm, Chefredakteur des Recherchenetzwerks Correctiv.[29][30]
3. Schulungsveranstaltungen für Journalisten finden bei Bedarf statt. Neben dem IJ4EU-Zuschuss und der damit verbundenen UNCOVERED-Konferenz gab das Zentrum Trainingskurse für digitale Sicherheit in Auftrag. Zusammen mit der ukrainischen Nichtregierungsorganisation RPDI, führte das re:start Programm mithilfe des ECPMF eine Reihe von Workshops in ländlichen Regionen der Ukraine durch.[31]

## Die IJ4EU-Förderung für grenzübergreifenden investigativen Journalismus
2016 rief das Europäische Parlament einen Zuschuss für grenzübergreifenden Investigativjournalismus ins Leben. Das ECPMF wurde mit dem Budget betraut, während der Partner IPI die Verwaltung des Programms übernahm. Die Ausschreibung startete im März 2018, 65 Bewerber folgten dem Aufruf. Unter Leitung von Wolfgang Krach, Chefredakteur der Süddeutschen Zeitung, wählte die Jury zwölf Projekte aus und verteilte eine Gesamtsumme von 315.000 €. Das Programm wurde IJ4EU (Investigative Journalism for Europe) getauft.
Die Gewinner der ersten Förderung 2018 waren:
- ein vom Baltischen Zentrum für Investigativen Journalismus (Re:Baltica) angeführtes Team, das ehemalige russische Spione interviewte;
- das von Small Stream Media (Niederlande) angeführte „Lost in Europe“-Projekt, das das Verschwinden von 10.000 Migrantenkindern untersucht;
- ein vom fünfköpfigen, binationalen Journalistenteam The Manifold angeführtes Rechercheteam, das Kindesmissbrauch und -vernachlässigung in Griechenland und Zypern erforscht;
- die Journalistinnen Susanne Götze und Annika Joeres, die das Netzwerk der Klimawandel-Leugner erforschten;
- VSquare und Fundacija Reporterów;
- Danwatch und das Organized Crime and Corruption Reporting Project (OCCRP) sind dem Verbleib von EU-Fördergeldern in osteuropäischen Staaten mit schlechter Menschenrechtslage nachgegangen;
- RISE Project Romania and Bivol Bulgaria: Die beiden Teams recherchierten Betrug, Geldwäsche, Korruption und die strukturellen Verbindungen von organisierten kriminellen Banden in Rumänien und Bulgarien;
- die ungarische Investigativ-Nachrichtenseite Átlátszó.hu für die Erforschung der Korruption in Zusammenhang mit Krebsdiagnosen und der Krebsbehandlung in Mittel- und Osteuropa;
- Forbidden Stories und OCCRP: Sie leiten das Daphne Projekt in Malta, das Daphne Caruana Galizias investigative Arbeit auch nach ihrem Tod durch eine Autobombe fortsetzt;
- ein sechsköpfiges französisches Journalistenteam von Rue89, das sich mit der Veruntreuung von EU-Geldern durch rechtsextreme Euroskeptiker befasst hat;
- das Invisibile Border Projekt für ihre Recherche zum Gebrauch von Biotechnologien an der serbisch-ungarischen Grenze;
- Àtlátszó (Ungarn) und Àtlátszó Erdély (Rumänien) für ein Projekt, das die ungarischen öffentlichen Investitionen erforscht.

## Lie Detectors
2018 ging das ECPMF eine Partnerschaft mit der Brüsseler Nichtregierungsorganisation Lie Detectors ein, die Unterrichtseinheiten zum Thema Desinformation und Fake News für Kinder und Jugendliche konzipiert. In mehr als 400 Schulklassen in Belgien, Österreich und Deutschland fanden Workshops statt. In Deutschland wurden drei Mitarbeiter zu Dozenten ausgebildet und lehren regelmäßig an Schulen in Berlin und Sachsen.

## Die Europäische Pressefreiheits-Charta
Die Europäische Pressefreiheits-Charta gilt als die „Geburtsurkunde“ des ECPMF. Die Charta wurde 2009 von 48 Chefredakteuren und führenden Journalisten aus 19 europäischen Staaten in Hamburg unterzeichnet. Auf ihrer Homepage ist die Charta in verschiedenen Sprachen verfügbar.